# Nalliers (Vienne)
Nalliers ist eine französische Gemeinde mit 306 Einwohnern (Stand: 1. Januar 2022) im Département Vienne in der Region Nouvelle-Aquitaine; sie gehört zum Arrondissement Montmorillon und zum Kanton Montmorillon. Die Einwohner werden Nalliérois genannt.

## Geografie

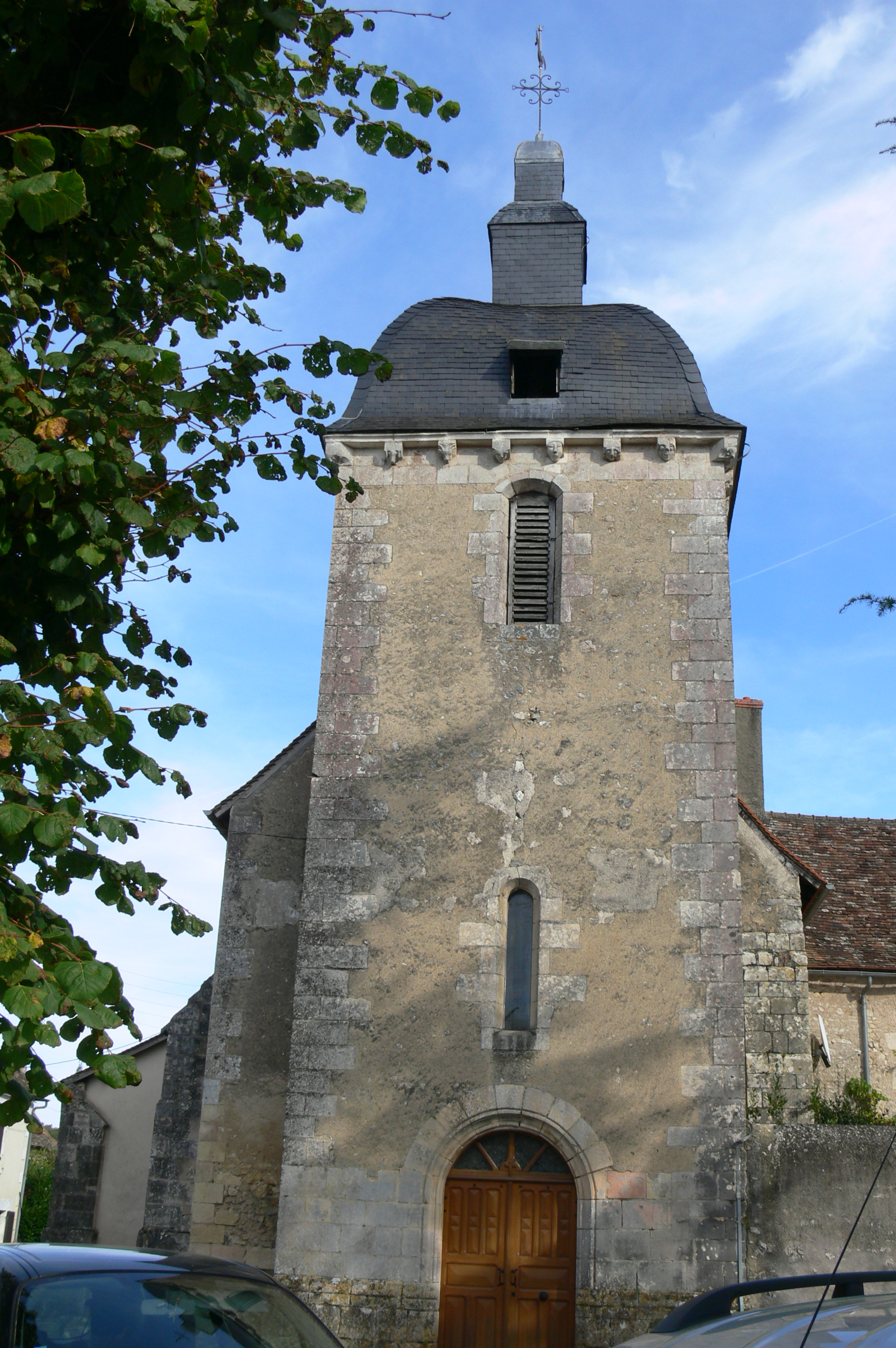
Kirche Saint-Hilaire

Nalliers liegt etwa 47 Kilometer ostnordöstlich von Poitiers an der Gartempe. Umgeben wird Nalliers von den Nachbargemeinden Saint-Pierre-de-Maillé im Norden und Nordwesten, Mérigny im Osten, Saint-Germain im Süden und Südosten, Saint-Savin im Süden und Südwesten sowie La Bussière im Westen und Nordwesten.

## Bevölkerungsentwicklung
| Jahr                       | 1962 | 1968 | 1975 | 1982 | 1990 | 1999 | 2006 | 2018 |
| Einwohner                  | 523  | 486  | 385  | 361  | 359  | 327  | 316  | 316  |
| Quellen: Cassini und INSEE |      |      |      |      |      |      |      |      |

## Sehenswürdigkeiten
- Kirche Saint-Hilaire, seit 1993 Monument historique
- Pfarrhaus, seit 1993 Monument historique
- Gotisches Schloss